# Trennscheibe (JVA)
Eine Trennscheibe in einer Justizvollzugsanstalt (JVA) ist eine Glasscheibe, die Gefangene von anderen Personen trennt. Sie dient in der Regel dazu, dass keine Gegenstände, Drogen, aber auch keine Schriftstücke, ausgetauscht werden können und keine Berührungen zwischen Häftling und Besucher möglich sind. Trennscheiben bestehen meist aus durchsichtigem Kunststoff. Verständigen können sich die Personen durch die Trennscheibe entweder über Sprechschlitze oder mittels eines Telefons.

## Einsatz
Der Einsatz von Trennscheiben ist nach deutschem Recht nur unter besonderen Bedingungen erlaubt. In der Regel dürfen Besucher mit einem Gefangenen im Rahmen des § 27 StVollzG in einem Besuchsraum sprechen. In der Schweiz ist die Zulassung von Besuchen in Räumen ohne Trennscheibe davon abhängig zu machen, ob sich die Besucher einer Durchsuchung der Kleider und der mitgebrachten Gegenstände unterziehen.
Strafgefangene haben nicht nur das Recht, mit Personen von außerhalb der Haftanstalt zu verkehren, dies soll nach § 23 Satz 2 StVollzG auch gefördert werden. Das Gesetz sieht vor, dass die Details des Ablaufs in der Hausordnung geregelt sind.
Das Strafvollzugsgesetz selbst trifft nur wenige Regelungen. So müssen sich Besucher beispielsweise durchsuchen lassen, wenn die Sicherheit dies erfordert. Die Besuche dürfen aus Gründen der ärztlichen Behandlung, der Sicherheit oder der Ordnung der Anstalt überwacht werden. Die Unterhaltung selbst darf nur überwacht werden, soweit dies im Einzelfall aus diesen Gründen erforderlich ist.

### Rechtliche Regelungen
Der Einsatz einer Trennscheibe wurde grundlegend vom Bundesverfassungsgericht in dessen Beschluss vom 8. Dezember 1993 behandelt. Das Recht, Besuch zu erhalten, ist demnach ein durch die Verfassung geschütztes Freiheitsrecht (Grundrecht), das nur durch Gesetz oder aufgrund eines Gesetzes eingeschränkt werden darf. Aus der Tatsache, dass der Einsatz einer Trennscheibe nicht ausdrücklich im Gesetz geregelt ist, könnte man zunächst schließen, dass er offenbar nicht in Betracht kommt. Auch bestimmt § 4 Abs. 2 Satz 1 StVollZG, dass der Gefangene nur den in diesem Gesetz vorgesehenen Beschränkungen seiner Freiheit unterliegt. Das Bundesverfassungsgericht sieht die gesetzliche Zulassung der Anwendung der Trennscheibe aber bereits vom Begriff der Überwachung (von Besuchen) als erfasst an. Da der Anstaltsleiter Besuche auch ganz untersagen kann, wenn die Sicherheit oder Ordnung der Anstalt gefährdet würde, kann die Verwendung einer Trennscheibe in solchen Fällen zudem als weniger belastende Maßnahme gesehen werden.
Der Einsatz der Trennscheibe wird von den Gerichten beispielsweise dann als gerechtfertigt angesehen, wenn befürchtet werden muss, dass suchtgefährdete Gefangene von Besuchern Drogen erhalten. Gleiches gilt, wenn befürchtet werden muss, dass erhaltene Drogen in der Justizvollzugsanstalt weiterverkauft werden, was bei Gefangenen, die in einer Abschirmstation für Rauschmittelhändler („Dealer-Station“) untergebracht sind, angenommen werden kann. Auch der konkrete Verdacht, dass Hilfsmittel für einen Ausbruch übergeben werden sollen, genügt.

### Besondere Regelungen
Besondere Regelungen gelten für Besuche von Verteidigern, Rechtsanwälten oder Notaren in einer den Gefangenen betreffenden Rechtssache (§ 26 StVollzG). Sie sind immer zu gestatten und dürfen im Regelfall nicht überwacht werden. Eine Ausnahme gilt bei Straftaten nach § 129a Strafgesetzbuch (Bildung terroristischer Vereinigungen). Hier regelt § 148 Abs. 2 Satz 3 StPO für das Gespräch zwischen dem Beschuldigten und dem Verteidiger, dass Vorrichtungen vorzusehen sind, die die Übergabe von Schriftstücken und anderen Gegenständen ausschließen, da der Schriftverkehr von einem Richter überwacht werden kann und bei einer direkten Übergabe eine solche Überwachung nicht möglich wäre.
Hinsichtlich der Gefahr, dass ein Verteidiger als Geisel genommen werden könnte, hat der Bundesgerichtshof entschieden, dass die Anordnung eines Trennscheibeneinsatzes auch auf § 4 Abs. 2 Satz 2 StVollZG gestützt werden darf. Die Vorschrift sieht vor, dass dem Gefangenen Beschränkungen auferlegt werden dürfen, die zur Aufrechterhaltung der Sicherheit oder zur Abwendung einer schwerwiegenden Störung der Ordnung der Anstalt unerlässlich sind.

## Untersuchungshaft
Ein formelles Gesetz über den Vollzug der Untersuchungshaft existiert nicht. Regelungen finden sich aber in der Untersuchungshaftvollzugsordnung (UVollzO). Der besondere Grund der Untersuchungshaft – Sicherung der Strafverfolgung – kann Abweichungen von dem Vollzug der Strafhaft bedingen.